# Amiga 3000UX

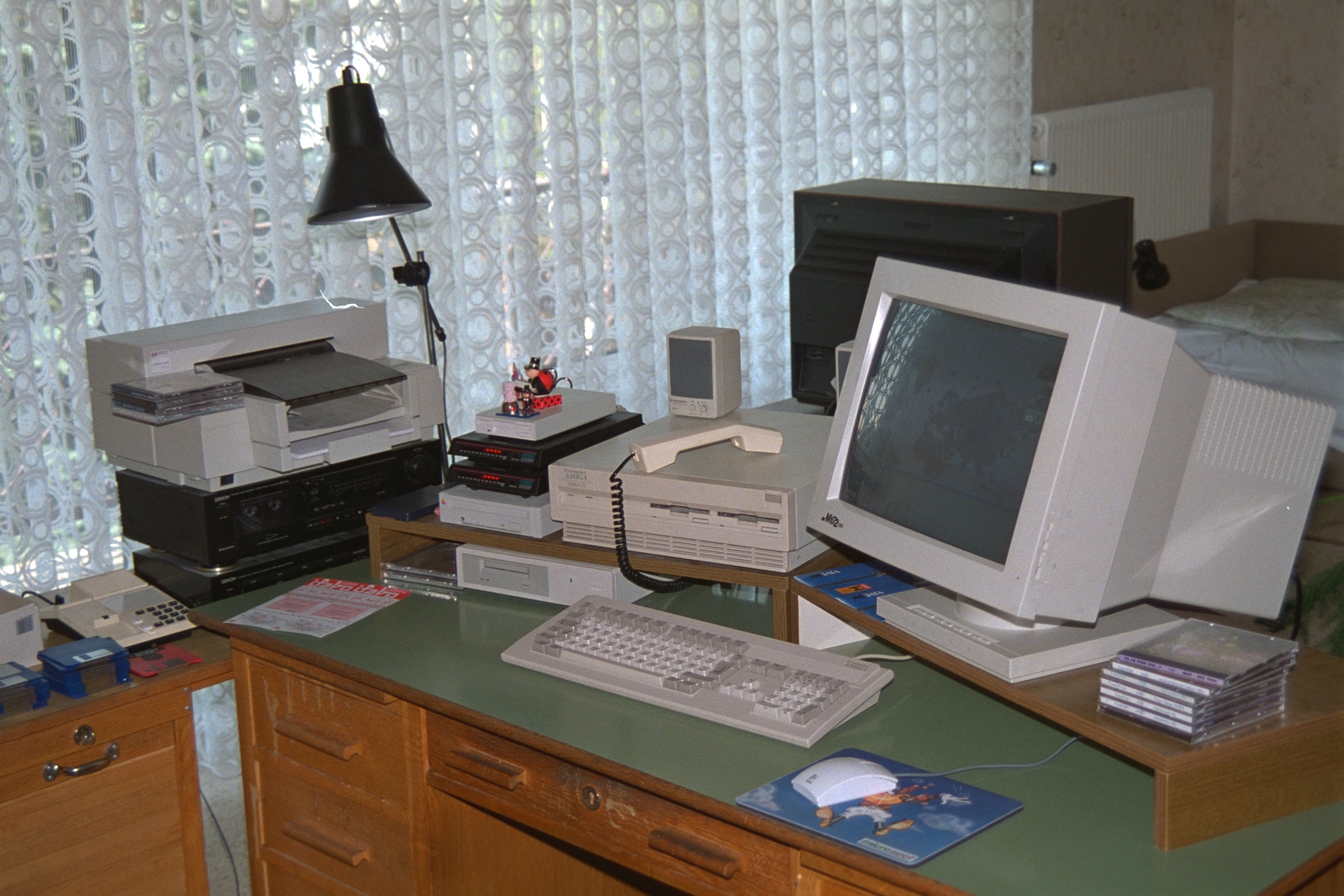
Amiga 3000UX Desktop System

Amiga 3000UX to produkowany w latach 1990–1992 model komputera Amiga 3000 z zainstalowanym równolegle z AmigaOS systemem Amiga Unix (port Systemu V dla AT&T).